# Хейс (лунный кратер)
Кратер Хейс (лат. Heis) — небольшой ударный кратер в юго-западной части Моря Дождей на видимой стороне Луны. Название присвоено в честь немецкого математика и астронома Эдуарда Хейса (1806—1877) и утверждено Международным астрономическим союзом в 1935 г. 

## Описание кратера

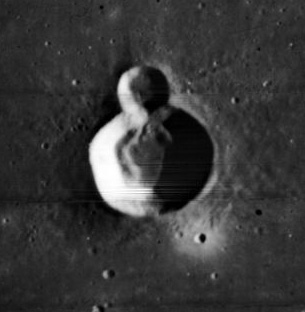
Снимок зонда Lunar Orbiter - IV.

Ближайшими соседями кратера являются кратер Гершель К.  на севере, кратер Каванту на юго-востоке и маленькие кратеры Гастон, Линда, Борис; а также кратер Делиль на юго-западе. На востоке от кратера располагается гряда Хайма; на юго-западе борозда Делиля и уступ Бориса. Селенографические координаты центра кратера 32°28′ с. ш. 31°59′ з. д. / 32,47° с. ш. 31,98° з. д., диаметр 13.7 км, глубина 1910 м.
Кратер Хейс имеет циркулярную форму с плоским дном диаметром примерно в половину диаметра кратера. Вал четко очерчен, внутренний склон гладкий, с высоким альбедо, северная часть вала перекрыта сателлитным кратером Хейс A. У подножия внутреннего склона расположена кольцевая осыпь пород. Высота вала над окружающей местностью достигает 520 м. К юго-восточной части внешнего склона вала кратера примыкает маленький кратер окруженный областью пород с высоким альбедо.

## Сателлитные кратеры

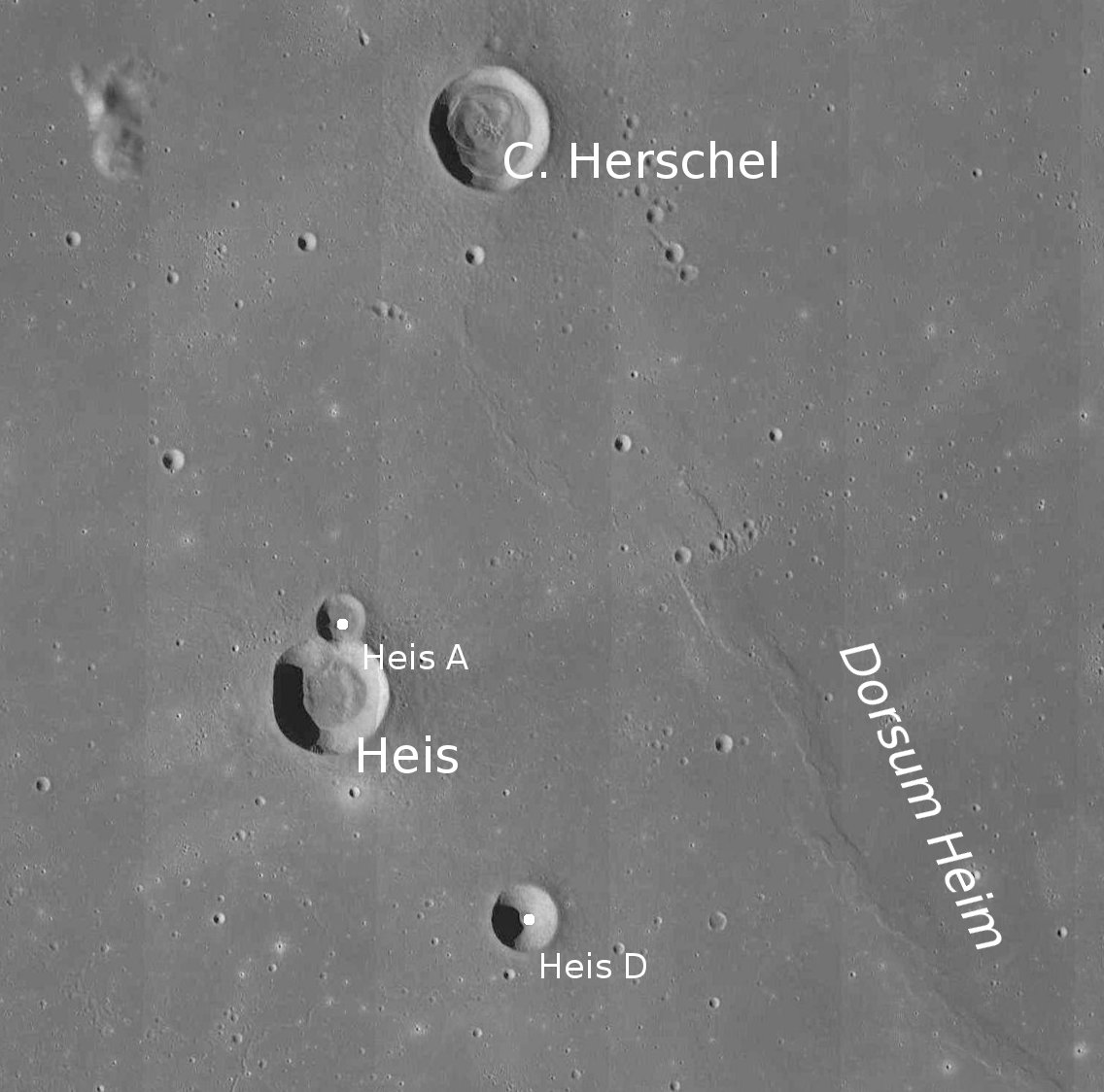
Снимок зонда Lunar Reconnaissance Orbiter.

| Хейс | Координаты                                            | Диаметр, км |
| ---- | ----------------------------------------------------- | ----------- |
| A    | 32°44′ с. ш. 31°56′ з. д. / 32,73° с. ш. 31,93° з. д. | 5,9         |
| D    | 31°40′ с. ш. 31°07′ з. д. / 31,66° с. ш. 31,11° з. д. | 7,7         |